# Steve Rogers (Universo Cinematográfico Marvel)
Steven G. Rogers é um personagem fictício interpretado por Chris Evans na franquia de filmes do Universo Cinematográfico Marvel (UCM), baseado no personagem de mesmo nome da Marvel Comics e vulgarmente conhecido por seu pseudônimo, Capitão América. Na franquia, Rogers é um supersoldado da Segunda Guerra Mundial a quem foi dado um soro que lhe forneceu habilidades sobre-humanas, incluindo maior durabilidade, força e capacidade atlética. Durante sua luta contra a organização nazista secreta Hidra, ele ficou congelado no Ártico por quase setenta anos até ser revivido no século XXI. Rogers se torna um membro-chave e líder dos Vingadores. Após sua eventual aposentadoria, Rogers escolhe Sam Wilson para ser seu sucessor e passa seu escudo e o título de Capitão América para ele.
Rogers é uma figura central no UCM, aparecendo em oito filmes e na série animada What If...?. Quando foi apresentado pela primeira vez, o personagem obteve uma recepção mista, mas gradualmente se tornou um favorito entre os fãs. O personagem de Steve Rogers é frequentemente citado, juntamente com o retrato de Robert Downey Jr. como Tony Stark, como uns dos responsáveis por moldarem o sucesso do UCM. Seu arco de história é considerado um dos melhores do UCM, e os filmes do Capitão América dentro da "Saga do Infinito" são comumente referidos como a melhor trilogia da franquia.

## Conceito e criação
O Capitão América foi concebido como um personagem de quadrinhos em 1940, como uma resposta direta às ações militares da Alemanha Nazista, antes da entrada dos Estados Unidos na Segunda Guerra Mundial. A introdução inicial do personagem incluiu os conceitos de um soldado chamado Steve Rogers recebendo um soro que concede força e agilidade aprimoradas, vestindo um uniforme vermelho, branco e azul patriótico, carregando um escudo e tendo como companheiro um adolescente chamado Bucky Barnes. Na década de 1960, a Marvel decidiu fazer um teste trazendo o personagem de volta como parte dos Vingadores, com a premissa de que o personagem havia sido congelado por duas décadas desde a guerra e era "assombrado por memórias do passado e tentando se adaptar à sociedade dos anos 1960". As performances live-action do personagem em séries de televisão e filmes começaram poucos anos após sua criação, com um filme de 1990 resultando em um fracasso crítico e financeiro.
Em meados dos anos 2000, Kevin Feige percebeu que a Marvel ainda possuía os direitos dos membros principais dos Vingadores, que incluía o Capitão América. Feige, um "fanboy" autodeclarado, imaginou criar um universo compartilhado, assim como os criadores Stan Lee e Jack Kirby haviam feito com seus quadrinhos no início dos anos 1960. Em 2005, a Marvel recebeu um investimento de 525 milhões de dólares da Merrill Lynch, permitindo-lhes produzir de forma independente dez filmes, incluindo Capitão América. A Paramount Pictures concordou em distribuir o filme.
Originalmente, o filme seria independente; Feige disse que "cerca de metade" do filme seria ambientado durante a Segunda Guerra Mundial antes de passar para os dias modernos. O produtor Avi Arad disse: "A maior oportunidade com o Capitão América é como um homem 'fora do tempo', voltando hoje, olhando para o nosso mundo pelos olhos de alguém que pensava que o mundo perfeito eram as pequenas cidades dos Estados Unidos. Sessenta anos se passam, e quem somos nós hoje? Estamos melhores?" Ele citou a trilogia Back to the Future como uma influência e afirmou que tinha "alguém em mente para ser a estrela e, definitivamente, alguém em mente para ser o diretor". Em fevereiro de 2006, Arad esperava ter uma data de lançamento nos cinemas no verão estadunidense de 2008. Em abril de 2006, David Self foi contratado para escrever o roteiro. Joe Johnston se reuniu com a Marvel para discutir a direção do filme e assinou em novembro de 2008, contratando Christopher Markus e Stephen McFeely para reescrever.
A Variety relatou em março de 2010 que Chris Evans foi escalado como Capitão América; Ryan Phillippe e John Krasinski também foram considerados para o papel. Evans, que anteriormente trabalhou com a Marvel como o personagem Tocha Humana na série de filmes Quarteto Fantástico, inicialmente recusou o papel três vezes antes de assinar um contrato de seis filmes com a Marvel, dizendo: "Acho que a Marvel está fazendo muitas coisas boas no momento, e é um personagem divertido... Eu acho a história de Steve Rogers ótima. Ele é um cara ótimo. Mesmo se [fosse] apenas um roteiro sobre alguém, eu provavelmente gostaria de fazê-lo. Portanto, não era necessariamente sobre os quadrinhos em si." Em abril, foi relatado que Joss Whedon reescreveria o roteiro como parte de sua negociação para escrever e dirigir The Avengers. Whedon disse em agosto: "Eu só tenho que fazer algumas conexões de personagens. A estrutura da coisa era muito compacta e eu adorei, mas havia algumas oportunidades de encontrar um pouco a voz dele — e alguns dos outros personagens — e fazer as conexões para que você entendesse exatamente por que ele queria ser quem ele queria ser. E progredir através do script para torná-lo um pouco mais elaborado".

## Biografia fictícia

### Origem
Steve Rogers nasceu em 4 de julho de 1918, no Brooklyn, Nova Iorque, sendo filho de Sarah Rogers. Seu pai, membro do 107º Regimento de Infantaria, foi morto por gás mostarda durante a Primeira Guerra Mundial. Ele foi criado por sua mãe, uma enfermeira, que morreu de tuberculose, deixando Rogers sozinho com 18 anos de idade. Com apenas 1,63 m de altura e pesando apenas 41 kg, Rogers também sofria de vários problemas de saúde, incluindo asma, escoliose, arritmia cardíaca, surdez parcial, úlceras estomacais e anemia perniciosa.

### Tornando-se o Capitão América
No início da Segunda Guerra Mundial, Rogers tenta se alistar nas Forças Armadas dos Estados Unidos, mas é repetidamente rejeitado devido a seus inúmeros problemas de saúde. Em 1943, enquanto participava da Stark Expo com seu melhor amigo, o sargento James "Bucky" Barnes, Rogers novamente tenta se alistar. O Dr. Abraham Erskine ouve Rogers falando com Barnes, e aprova seu alistamento devido aos seus esforços contínuos para servir seu país, apesar de suas deficiências físicas. Ele é recrutado para a Reserva Científica Estratégica (SSR) como parte de um experimento de "supersoldado" sob Erskine, o Coronel do Exército dos Estados Unidos Chester Phillips e a agente do MI6 britânico Peggy Carter. Na noite anterior ao tratamento, Erskine revela a Rogers que o oficial nazista Johann Schmidt, chefe da divisão científica chamada Hidra, passou por uma versão imperfeita do procedimento e sofreu efeitos colaterais permanentes. Rogers, no entanto, concorda com o tratamento e é injetado com soro de Erskine e umedecido com "raios vita". Depois que Rogers surge significativamente mais alto e musculoso, um assassino disfarçado mata Erskine e foge. Rogers, usando seu notável aumento de velocidade e força, persegue e captura o assassino, que se revela um agente da Hidra e se suicida com uma cápsula de cianeto. Com Erskine morto e a fórmula perdida, o senador americano Brandt tira proveito do hype da mídia em torno das ações de Rogers e o faz viajar pelo país em um traje colorido com o título de Capitão América para promover a venda de títulos de guerra.

#### Batalha contra Hidra
Em 1943, durante a campanha da Itália, Rogers descobre que a 107ª unidade – a unidade de Barnes – estava desaparecida em uma batalha contra as forças de Schmidt. Recusando-se a acreditar que Barnes está morto, Rogers faz com que Carter e o engenheiro Howard Stark o levem para trás das linhas inimigas para montar uma tentativa de resgate solo. Rogers se infiltra na instalação da Hidra, libertando Barnes e outros 400 prisioneiros. Rogers confronta Schmidt, que se revela como o "Caveira Vermelha" e foge. Depois disso, Rogers é formalmente promovido ao posto de Capitão. Ele recruta Barnes e vários outros soldados de elite, que estavam entre os prisioneiros que ele resgatou, para formar uma equipe chamada Comando Selvagem a fim de atacar outras bases da Hidra. Stark equipou Rogers com equipamentos avançados, mais notavelmente um escudo circular feito de vibranium, um metal raro, quase indestrutível. Nos próximos dois anos, Rogers e o Comando Selvagem ajudam a virar a maré da guerra a favor dos Aliados. A equipe eventualmente captura o cientista da Hidra, o Dr. Arnim Zola, em um trem, mas Barnes cai para sua morte presumida durante a batalha. Usando informações extraídas de Zola, Rogers lidera um ataque à fortaleza final de Hydra para impedir Schmidt de usar armas de destruição em massa nas principais cidades do mundo. Rogers se infiltra na base final da Hidra com a ajuda do SSR, incluindo Carter, que revela seus sentimentos românticos mútuos por Rogers e os dois se beijam antes de Schmidt escapar em uma aeronave carregando as armas e ser perseguido por Rogers. Durante o confronto, a fonte das armas avançadas da Hidra, o Tesseract, é fisicamente manipulada por Schmidt, fazendo com que ele desapareça em uma luz brilhante. O Tesseract está perdido no oceano e sem nenhuma maneira de pousar o avião sem o risco de detonar as bombas, Rogers relutantemente se despede de Carter através do sistema de comunicações do avião e o colide com ele mesmo no Ártico.

### Ajustando-se à era moderna e a Batalha de Nova Iorque
Em 2011, Rogers acorda em um quarto de hospital no estilo dos anos 1940. Deduzindo de uma transmissão anacrônica de rádio de beisebol que algo estava errado, ele foge para fora e se encontra na atual Times Square, onde o diretor da S.H.I.E.L.D. Nick Fury informa que ele está congelado em animação suspensa há quase 70 anos.
Em 2012, Rogers descobre que a maioria de seus camaradas da época da Segunda Guerra Mundial morreu e ele luta para se ajustar ao mundo moderno. Ele é abordado por Fury, que ativou a "Iniciativa Vingadores" com a missão de recuperar o Tesseract roubado por Loki. Rogers concorda e é apresentado a Natasha Romanoff e Bruce Banner pelo agente Phil Coulson. Em Stuttgart, Rogers e Loki têm um breve confronto até Tony Stark aparecer em sua armadura do Homem de Ferro, resultando na rendição de Loki. Enquanto Loki está sendo escoltado para S.H.I.E.L.D. no Quinjet, seu irmão Thor chega e o liberta, na esperança de convencê-lo a abandonar seu plano. Após um confronto entre Thor, Stark e Rogers, Thor concorda em levar Loki ao porta-aviões voador da S.H.I.E.L.D., o Helicarrier. Os Vingadores ficam divididos, tanto sobre como abordar Loki quanto sobre a revelação de que a S.H.I.E.L.D. planeja aproveitar o Tesseract para desenvolver armas muito parecidas com as que Hidra tinha nos anos 1940. Agentes possuídos por Loki, incluindo Clint Barton, atacam o Helicarrier, desativando um de seus motores em vôo, que Stark e Rogers devem trabalhar juntos para reiniciar. Loki escapa, e Stark e Rogers percebem que para Loki, simplesmente derrotá-los não será o suficiente; ele precisa dominá-los publicamente para se validar como governante da Terra. Rogers convida Barton para se juntar aos Vingadores depois de ser libertado por Romanoff de seu controle mental. Loki usa o Tesseract para abrir um buraco de minhoca na cidade de Nova Iorque acima da Torre Stark para permitir a invasão da espécie alienígena de Chitauri. No entanto, Rogers lidera com sucesso os Vingadores na defesa da cidade e eles derrotam e capturam Loki. Após a batalha, Rogers coordena a busca e o resgate de civis feridos. Thor retorna com Loki para Asgard para enfrentar um julgamento por sua invasão e os Vingadores seguem caminhos separados. Rogers, com um novo propósito no mundo moderno, parte em sua motocicleta.
No período após esses eventos, Rogers registra uma série de anúncios de serviço público para alunos do ensino médio, incentivando-os a fazer coisas como manter estilos de vida saudáveis e obedecer a regras.

### Derrubando a Hidra e lutando contra o Soldado Invernal
Em 2014, Rogers trabalha para S.H.I.E.L.D. em Washington, D.C., sob Fury, enquanto continua a se ajustar à sociedade contemporânea. Rogers e Romanoff são enviados com a equipe antiterrorismo da S.H.I.E.L.D., S.T.R.I.K.E., liderada pelo Agente Brock Rumlow, para libertar reféns a bordo de um navio da S.H.I.E.L.D. de lançamento de satélite, o Lemurian Star, que foi sequestrado por um grupo terrorista liderado por Georges Batroc. Rogers e a S.T.R.I.K.E resgatam com sucesso os reféns, mas Batroc escapa quando Rogers descobre que Romanoff tem sua própria agenda: extrair dados dos computadores da nave para Fury. Rogers retorna ao Triskelion, sede de S.H.I.E.L.D., para confrontar Fury e é informado sobre o Projeto Insight: três Helicarriers ligados a satélites espiões lançados da Lemurian Star, projetados para eliminar preventivamente as ameaças contra a América. Rogers, citando seus problemas morais com tal programa, expressa preocupação de que o projeto provavelmente resultará na morte de pessoas inocentes. Ele visita uma Peggy Carter idosa, que lamenta que Rogers nunca tenha vivido a vida que merecia.
Incapaz de descriptografar os dados recuperados por Romanoff, Fury começa a suspeitar do Insight e pergunta ao sênior da S.H.I.E.L.D., o oficial Alexander Pierce para atrasar o projeto. Fury, emboscado por assaltantes liderados pelo Soldado Invernal, escapa e avisa a Rogers que a S.H.I.E.L.D. está comprometida. Fury é abatido pelo Soldado Invernal, mas entrega a Rogers um pen drive contendo os dados de Romanoff. Pierce convoca Rogers ao Triskelion, revelando evidências de que Fury contratou Batroc para sequestrar a nave como cobertura para recuperar os dados, mas quando Rogers retém as informações de Fury, Pierce o marca como fugitivo. Caçado pela S.T.R.I.K.E., Rogers escapa da captura e se encontra com Romanoff. Usando os dados, eles descobrem um segredo da S.H.I.E.L.D.: um búnquer abaixo da Camp Leigh, a antiga base de treinamento militar de Rogers em Nova Jersey, onde eles ativam um supercomputador contendo a consciência preservada de Arnim Zola. Zola revela que depois da S.H.I.E.L.D. ter sido fundada após a Segunda Guerra Mundial, a Hidra operou secretamente dentro de suas fileiras e criou uma crise mundial que acabará por fazer com que a humanidade sacrifique a liberdade pela segurança. Um míssil da S.H.I.E.L.D. destrói o búnquer, e a dupla percebe que Pierce é o líder da Hidra.
Rogers e Romanoff pedem a ajuda do ex-para-resgate da USAF Sam Wilson, de quem Rogers fez amizade anteriormente, e adquirem seu wingsuit motorizado "Falcão". Deduzindo que o agente da S.H.I.E.L.D. Jasper Sitwell é uma toupeira da Hidra, eles o forçam a divulgar o plano da Hidra de usar armas guiadas por satélite para eliminar indivíduos identificados por um algoritmo como uma ameaça à Hidra. Eles são emboscados pelo Soldado Invernal, a quem Rogers reconhece como Bucky Barnes, seu amigo que ele pensava ter morrido durante a Segunda Guerra Mundial. A operativa da S.H.I.E.L.D. Maria Hill consegue extrair o trio para um esconderijo onde Fury, que fingiu sua morte, está esperando com planos para sabotar os Helicarriers substituindo seus chips controladores. Depois que os membros do Conselho de Segurança Mundial chegam para o lançamento dos Helicarriers, Rogers expõe o plano da Hidra causando um conflito interno dentro da S.H.I.E.L.D. Rogers e Wilson atacam dois Helicarriers e substituem os chips controladores, mas o Soldado Invernal destrói o traje de Wilson e luta contra Rogers. Rogers o afasta e substitui o chip final, permitindo que Hill faça com que as naves se destruam. Rogers se recusa a lutar contra o Soldado Invernal na tentativa de alcançar seu amigo, mas quando o navio colide com o Triskelion, Rogers é jogado no Rio Potomac. Barnes resgata o inconsciente Rogers e desaparece na floresta. A S.H.I.E.L.D. oficialmente se dispersa e depois que Rogers se recupera de seus ferimentos, ele e Wilson se unem para encontrar Barnes.

### Era de Ultron
Em 2015, no país do Leste Europeu de Sokovia, Rogers lidera os Vingadores contra uma instalação da Hidra para recuperar o cetro de Loki. Eles são atacados pelos irmãos Wanda e Pietro Maximoff, dois voluntários experimentais superpoderosos, mas conseguem obter o cetro e Rogers captura o líder da Hidra, Barão von Strucker. Voltando à Torre dos Vingadores, Stark e Banner usam o cetro para completar o programa de defesa global "Ultron" de Stark. Depois disso, os Vingadores realizam uma festa comemorativa e Ultron se revela e ataca a equipe na Torre dos Vingadores, antes de escapar. Em Joanesburgo, os Vingadores enfrentam e lutam contra Ultron, Wanda e Pietro. Rogers é subjugado por Wanda Maximoff depois que ela lhe produziu visões alucinatórias da Segunda Guerra Mundial e Peggy Carter. Depois que Maximoff também faz com que o Hulk saísse da cidade antes de ser subjugado por Stark, Rogers e os outros Vingadores derrotados se refugiam na residência secreta de Barton para que possam se recuperar. Enquanto estão lá, eles são encorajados por Fury a se reunirem e pararem Ultron.
Em Seul, Rogers, Romanoff e Barton tentam impedir Ultron de enviar sua rede para um corpo de vibranium sintético alimentado pela Joia da Mente. Rogers luta contra Ultron na tentativa de impedi-lo de completar o upload. Ele é assistido pelos irmãos Maximoff que se aliaram aos Vingadores depois de descobrir os planos de Ultron para exterminar a humanidade. Eles recuperam o corpo sintético, mas Romanoff é capturada. Na Torre dos Vingadores, os Vingadores têm uma disputa pelo corpo sintético que é ativado e se torna Visão. Rogers e os Vingadores então retornam para Sokovia, onde eles se envolvem em uma batalha contra Ultron e são capazes de derrotá-lo, mas às custas da vida de Pietro Maximoff e da destruição completa da cidade. No novo Complexo dos Vingadores, Rogers e Romanoff começam a treinar os novos membros da equipe: Wanda Maximoff, James Rhodes, Visão e Wilson.

### Tratado de Sokovia
Em 2016, Rogers, Maximoff, Romanoff e Wilson impedem o mercenário Brock Rumlow de roubar uma arma biológica de um laboratório em Lagos, Nigéria. Rumlow, que anteriormente era um agente da Hidra, tenta matar Rogers com uma bomba suicida, mas Maximoff o salva. No entanto, ela mata por engano vários trabalhadores humanitários Wakandanos no processo. Isso leva o Secretário de Estado dos Estados Unidos, Thunderbolt Ross, a informar aos Vingadores que a Organização das Nações Unidas (ONU) está se preparando para aprovar o Tratado de Sokovia, que estabelecerá um painel da ONU para supervisionar e controlar a equipe. Os Vingadores estão divididos: Stark apoia a supervisão por causa de seu papel na criação de Ultron e na devastação de Sokovia, enquanto Rogers está hesitante em dar ao governo esse tipo de controle sobre a equipe.
Barão Zemo rastreia e mata o antigo manipulador da Hidra de Barnes, roubando um livro que contém as palavras-gatilho que ativam a lavagem cerebral do Soldado Invernal. Barnes é acusado de atentado a bomba em Viena que mata o rei de Wakanda T'Chaka, fazendo com que o filho de T'Chaka, T'Challa, o Pantera Negra, jure vingança. Rogers e Wilson rastreiam Barnes até Bucareste e tentam protegê-lo de T'Challa e das autoridades, mas são presos. Passando por um psiquiatra enviado para entrevistar Barnes, Zemo envia Barnes em um ataque para cobrir sua própria fuga. Rogers impede que Barnes continue atacando e o esconde. Quando Barnes recupera seus sentidos, ele explica que Zemo é o verdadeiro bombardeiro de Viena e queria a localização da base da Hidra na Sibéria, onde outros "Soldados Invernais" com lavagem cerebral são mantidos em estase criogênica. Rogers e Wilson se rebelam e recrutam Barton, Scott Lang e Maximoff para sua causa. Stark monta uma equipe para capturar os renegados, e eles lutam no aeroporto de Leipzig/Halle, na Alemanha, até que Romanoff permite que Rogers e Barnes escapem. Stark estabelece uma trégua com Rogers e Barnes após descobrir sobre Zemo, mas Zemo revela a filmagem de um automóvel que Barnes interceptou em 1991 que continha os pais de Stark, que Barnes posteriormente os matou. Enfurecido que Rogers escondeu isso dele, Stark se volta contra eles. Depois de uma luta intensa, Rogers desativa a armadura do Homem de Ferro de Stark e parte com Barnes, deixando seu escudo para trás. Rogers tira sua equipe da prisão e segue para Wakanda com Barnes, onde Barnes escolhe retornar ao sono criogênico até que uma cura para sua lavagem cerebral seja encontrada. Procurados pela ONU por quebrarem o Tratado de Sokovia, Rogers, Maximoff, Romanoff e Wilson se escondem.

### Guerra Infinita
Em 2018, Rogers, Romanoff e Wilson resgatam Maximoff e Visão na Escócia de Corvus Glaive e Próxima Meia-Noite, dois dos filhos de Thanos. Eles retornam ao Complexo dos Vingadores, reunindo-se com Banner e Rhodes. Rhodes recusa a ordem do secretário Ross de prender Rogers, Romanoff, Wilson e Maximoff; e Rogers informa a Ross que eles pretendem defender a Terra contra uma ameaça que se aproxima, com ou sem a permissão do Tratado de Sokovia. Os Vingadores viajam para Wakanda para que a Joia da Mente seja removida de Visão sem destruí-lo no processo. Rogers ordena que Maximoff destrua a joia assim que for removida de sua cabeça. Enquanto os filhos de Thanos e os Outriders invadem, Rogers, Barnes, Romanoff, Wilson, Rhodes, Banner, T'Challa e os exércitos Wakandanos montam uma defesa e obtêm apoio quando Thor, Rocket e Groot chegam. Rogers tenta reunir os Vingadores contra Thanos, mas Thanos é bem-sucedido em seu plano, obtendo a Joia da Mente e completando a Manopla do Infinito. Rogers sobrevive ao Blip, mas é derrotado.
Retornando ao Complexo dos Vingadores, Rogers e Romanoff avaliam as vítimas em todo o mundo e descobrem que Thanos destruiu metade de todas as coisas vivas. Eles são recebidos por Carol Danvers, que chega respondendo ao pager de Nick Fury. Depois que Danvers resgata Stark e Nebulosa do espaço e os levam para o Complexo, Rogers lidera uma equipe composta por Rocket, Danvers, Thor, Romanoff, Rhodes, Banner e Nebulosa no espaço para caçar Thanos. Eles confrontam e subjugam Thanos e ficam horrorizados ao saber que ele destruiu as joias para evitar que sua missão fosse desfeita. Rogers observa um Thor enfurecido decapitar Thanos.

### Vingando os caídos
Em 2023, Rogers lidera um grupo de apoio para sobreviventes de luto na cidade de Nova Iorque. Rogers e Romanoff ficam chocados quando Lang chega ao Complexo dos Vingadores e explica que ele foi preso no Reino Quântico e sugere usá-lo como uma forma de viagem no tempo. Rogers, Romanoff e Lang visitam Stark, mas ele se recusa a ajudar. Eles encontram Banner em um restaurante que concorda com o plano; no entanto, suas tentativas iniciais de viagem no tempo são malsucedidas. Stark retorna ao Complexo, revelando que desbloqueou a chave para uma viagem no tempo bem-sucedida, e ele e Rogers concluem sua rivalidade de quase uma década, restabelecendo sua confiança um no outro com Stark devolvendo o escudo de Rogers. Depois que Barton e Thor retornam ao Complexo, a equipe formula um plano e Rogers se junta a Stark, Banner e Lang para viajarem até 2012 a fim de recuperarem as três joias presentes na cidade de Nova Iorque durante a invasão de Loki. Eles conseguiram garantir a Joia do Tempo e a Joia da Mente, com Rogers tendo que lutar contra uma versão de 2012 de si mesmo para conseguir isso. No entanto, depois que o plano de recuperar a Joia do Espaço dá errado, é necessária uma viagem até 1970 para que Stark possa recuperá-lo de uma base da S.H.I.E.L.D. em Nova Jersey, enquanto Rogers encontra Partículas Pym na mesma base para sua viagem de volta. Enquanto está na base da S.H.I.E.L.D., Rogers vê uma versão de 1970 de Peggy Carter através de uma janela. Os Vingadores retornam, exceto Romanoff que se sacrificou durante a missão, com os Vingadores originais guardando um luto silencioso por ela. Após Rocket, Stark e Banner criarem uma manopla, Banner reverte o Blip. No entanto, uma versão alternativa de 2014 de Thanos emerge do reino quântico e ataca o Complexo dos Vingadores.
Durante uma luta contra Thanos, Rogers prova ser digno de empunhar o martelo Mjolnir, de Thor. Thanos prova ser bastante poderoso e Rogers, machucado e golpeado com seu escudo parcialmente destruído, se levanta sozinho para enfrentar Thanos e todo o seu exército. No entanto, os Vingadores ressuscitados, os Guardiões, o exército Wakandano, Mestres das Artes Místicas, Devastadores e Asgardianos chegam e Rogers os reúne em uma batalha final contra Thanos. Sem outras opções de vitória, Stark usa a Manopla do Infinito e estala os dedos para derrotar Thanos e seu exército, enquanto Rogers observa em luto. Depois de assistir ao funeral de Stark, Rogers se reúne com Barnes, Wilson e Banner antes de devolver as Joias do Infinito e o Mjolnir aos seus respectivos tempos e lugares apropriados. No entanto, Rogers também decide retornar à 1949 para se reunir com Carter, onde ele se casa e vive uma vida plena com ela. Voltando para Barnes, Wilson e Banner, ele aparece como um homem idoso finalmente em paz, e passa seu escudo e manto para Wilson.

### Legado
Seis meses após o Blip, Sam Wilson luta com a ideia de assumir o título de Rogers como Capitão América e, em vez disso, dá o escudo ao governo dos Estados Unidos para que possa ser exibido em uma exposição do museu Smithsonian dedicada a Rogers. Joaquin Torres menciona a Wilson que as discussões sobre o paradeiro de Rogers se tornaram uma teoria da conspiração da internet, e uma teoria comum é que ele está escondido em uma base lunar secreta. O governo nomeia John Walker como o novo Capitão América e lhe dá o escudo.
Bucky Barnes confronta Wilson, que revela que ele não se sentia confortável sendo o sucessor de Rogers. Walker indica seu desejo de ocupar o lugar de Rogers, mas entra em conflito com Wilson e Barnes, que se recusam a trabalhar com ele e com o Conselho de Repatriação Global (GRC) para rastrear os Flag Smashers, um grupo de super soldados terroristas. Barnes apresenta Wilson a Isaiah Bradley, um sucessor afro-americano de Rogers com quem ele entrou em conflito durante a Guerra da Coreia. Bradley foi mantido em segredo, preso por trinta anos e experimentado pelo governo e pela Hidra. Wilson e Barnes descobrem que o sangue de Bradley foi usado para criar uma nova variação do Soro do Super Soldado para o Mercador do Poder, mas foi roubado e usado pelos Flag Smashers. Barão Zemo destrói todos os frascos restantes do soro, exceto um, que é secretamente recuperado por Walker, que o usa e ganha habilidades de super soldado. Walker mata um Flag Smasher com o escudo enquanto uma multidão horrorizada o observa e o grava. Wilson e Barnes tomam à força o escudo de Walker, que tem o título de Capitão América retirado dele pelo governo. Wilson eventualmente assume o manto como Rogers pretendia. Wilson, com a ajuda de Barnes, Walker e Sharon Carter, derrota os Flag Smashers e Wilson convence o GRC a encerrar suas práticas de reassentamento forçado. Mais tarde, Wilson tem um memorial dedicado a Isaiah Bradley adicionado à exibição do museu do Capitão América.